# Cavalerie d'Ogden
La cavalerie d'Ogden, également connu comme le 9e régiment de cavalerie de Louisiane, était une unité confédérée pendant la guerre civile américaine. L'unité a été commandée par colonel Frederick Nash Ogden. Quoique appelée régiment de cavalerie, l'unité correspond davantage à une troupe d'infanterie montée.

## Histoire
Le régiment a été organisé en janvier 1865 au Mississippi, sous la commande de colonel Odgen. Colonel Ogden était un vétéran du siège de Vicksburg. Pendant cette bataille, l'Ogden principal puis était avec l'artillerie lourde du 8e bataillon de la Louisiane à partir des 29 mars-3 juillet 1863.
Quand cette nouvelle unité de cavalerie a été formée, le colonel Ogden reçut sous le sien des compagnies de la commande trois ou quatre de l'infanterie montée par régiment de Gober, trois compagnies autrefois avec le 14e régiment de cavalerie confédéré, une compagnie de son propre bataillon provisoire, et deux compagnies récemment organisées. Ces deux nouvelles compagnies, G et H, et probablement un ou plusieurs des autres, en raison de leur connaissance de la campagne, actionnée le long du fleuve inférieur d'Amite et s'approchent des rives sud du fleuve Mississippi, de Bâton-Rouge en Louisiane jusqu'environ avril 1865. Les autres compagnies ont participé aux marches et aux engagements de la brigade de cavalerie du colonel John Scott au Mississippi du nord et du centre. En avril 1865, toutes les compagnies ont uni près du méridien, Mississippi. L'unité s'est rendue le 4 mai 1865 chez Citronelle, Alabama. La plupart de ses troupes ont été libérées sur parole le 12 mai 1865 à Gainesville, Alabama.

## Compagnies
| Compagnie | Nom                                                                            | Paroisse d'origine | Commandant                        |
| --------- | ------------------------------------------------------------------------------ | ------------------ | --------------------------------- |
| A         | Gardes forestières de nouvelle fleuve (autrefois Cie. B bataillon de Cage)     | Ascension          | Capitaine Joseph Gonzales         |
| B         | Skipwith garde (autrefois Cie. A 27e infanterie)                               | Feliciana est      | Capitaine Joseph A. Norwood       |
| C         | Gardes forestières de magasin de plaines (autrefois Cie. C bataillon de Cage)  | Bâton-Rouge Est    | Capitaine Gilbert C. Mills        |
| D         | Spencer garde (autrefois Cie. H 27e infanterie)                                | Ste.Hélène         | Capitaine Thaddeus C.S. Robertson |
| E         | Surveille & Tireurs d'élite de Mullen (autrefois Cie. H 14e Confed. Cavalerie) | Orléans            | Capitaine Louis S. Greenlee       |
| F         | (autrefois Cie. F régiment de Powers)                                          | Feliciana est      | Capitaine Tully R. Brady          |
| G         |                                                                                | Ascension          | Capitaine H.R. Doyal              |
| H         |                                                                                | Iberville          | Capitaine Joseph U. Babin         |
| I         | (autrefois Cie. A bataillon de Ogden)                                          | Bâton-Rouge Est    | Capitaine Joseph Hinson           |
| K         | Bâton-Rouge Invincibles (autrefois Cie. B 9e infanterie)                       | Bâton-Rouge Est    | Capitaine B.F. Burnett            |